# Alyssa Nicole Pallett
Alyssa Nicole Pallett (* 8. října 1985 St. John's, Kanada) je kanadská herečka žijící ve Spojených státech amerických a glamour modelka, která v tomto oboru působila ve Velké Británii.
Na sériích fotografií spolupracovala se známými fotografy včetně Patricka Demarcheliera a Joshe Ryana z Playboye.

## Osobní život
Narodila se v novofoundlandském městě St. John's roku 1985 a vyrostla v oblasti Jižního Ontaria ontarijské provincie. Na Newyorské filmové akademii (New York Film Academy) v Londýně a New Yorku studovala výrobu filmu. Herectví navštěvovala na newyorské konzervatoři Stelly Adlerové.

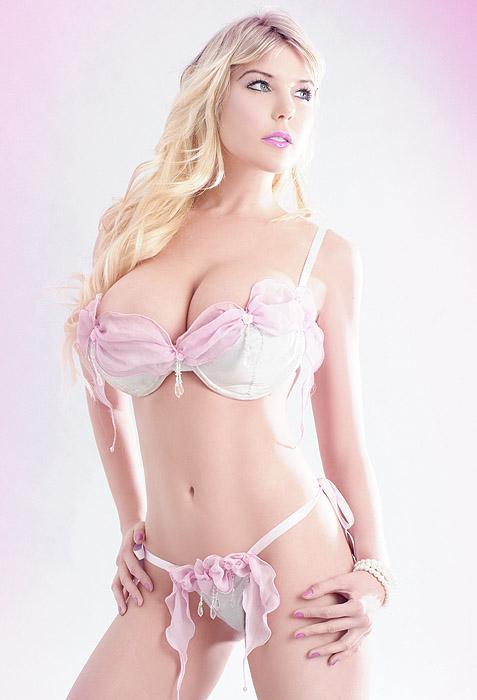
Alyssa Nicole Pallett – glamour foto

V roli glamour modelky působila ve Spojeném království a poté se přestěhovala do Spojených států, kde se věnuje herectví. Na lekce dramatického umění docházela k jedné z nejvyhledávanějších učitelek v oboru Susan Batsonové, u které studovala řada hollywoodských herců včetně Nicole Kidmanové a Harvey Keitela.
V minulosti udržovala osmnáctiměsíční vztah s miliardářem Peterem Brantem, manželem Stephanie Seymourové.

## Kariéra
Filmový debut zaznamenala v roli pornoherečky v pátém díle série Prci, prci, prcičky s názvem Nahá míle z roku 2006.
V roce 2008 podepsala smlouvu s anglickou modelingovou agenturou Samantha Bond Agency známou pro objevení glamour modelky „Jordan“ (Katie Priceová) a seriál Glamour Girls vysílaný na veřejnoprávní stanici BBC Three. Kolekci fotografií realizovala s fotografem časopisu Vogue Patrickem Demarchelierem. Poté, co pózovala pro sérii Girls of Toronto časopisu Playboy, se v roce 2009 objevila na soukromém kanálu E! v pořadu The Girls Next Door. V lednu 2010 poskytla rozhovor magazínu Playboy v seriálu „Girlwatcher“ spolu s kolegyněmi Rosie Jonesovou a Chanel Ryanovou.
K roku 2011 žila v New Yorku, kde podepsala smlouvu s agenturou ICM (International Creative Management). V East Side je majitelkou starožitnictví nazvaného „The Sweet Ones“.